# فهرست سانحه‌های هوایی در ایران
از زمانی که ایران نخستین تأسیسات هوانوردی خود را تأسیس کرد، این صنعت در زمان‌های مختلفی درگیر سوانح هوایی بوده است. آمار سوانح هوایی در ایران یکی از بالاترین میزان وقوع حوادث هوایی در جهان را شامل می‌شود. از دلایل ارائه‌شده برای تحلیل تعدد سوانح هوایی در ایران می‌توان به تحریم‌های اقتصادی غرب علیه ایران، استاندارد خلبانان و کنترل کیفی، ضعف در عمل به معیارهای استاندارد بین‌المللی ایمنی هواپیماها و سوء مدیریت و برنامه‌ریزی نادرست اشاره کرد.

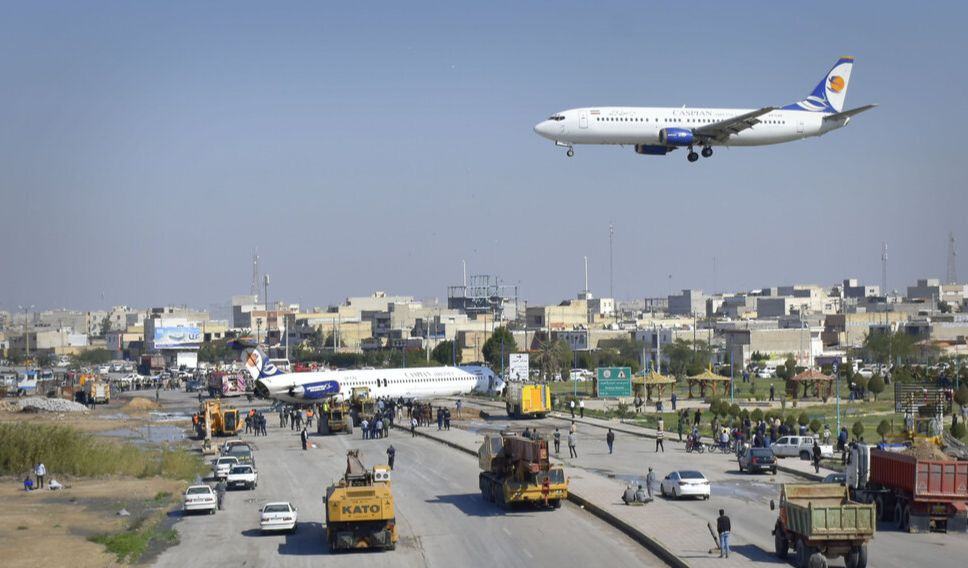
سانحهٔ خروج هواپیمای MD کاسپین از باند فرودگاه ماهشهر - بهمن ۱۳۹۸

بر اساس اطلاعات شبکه ایمنی هوانوردی، ۲۱۵۲ نفر تا دی‌ماه ۱۳۹۸ بر اثر ۶۳ سانحهٔ هوایی در ایران جان خود را از دست داده‌اند. بزرگ‌ترین سانحهٔ هوایی منجر به مرگ در خاک ایران مربوط به پرواز شماره ۶۵۵ ایران‌ایر با ۲۹۰ کشته بر اثر اصابت موشک ناو وینسنس آمریکا در سال ۱۳۶۷ است و پس از آن سانحهٔ سقوط هواپیمای نظامی در کرمان با ۲۷۶ کشته در سال ۱۳۸۱ در ردهٔ دوم جای دارد.
سرنگونی پرواز شماره ۷۵۲ هواپیمایی بین‌المللی اوکراین به وسیله موشک پدافندی سپاه پاسداران، آخرین سانحهٔ هوایی منجر به مرگ در خاک ایران است که ۱۷۶ کشته برجای‌گذاشت.

## آمار

### هواپیماهای غیرنظامی
بر اساس آمار شبکه ایمنی هوانوردی ایران، ۱۵۳۱ سانحه هوایی در میان هواپیماهای ایران رخ داده است که بین پنجاه تا هفتاد سانحه آن مرگبار بوده‌اند. ۴۰ حادثه هوایی از سال ۱۹۴۴ میلادی تا انقلاب ایران در سال ۱۳۵۷ ثبت شده است. پس از انقلاب سال ۱۳۵۷، بیش از ۱۴۰۰ نفر در سوانح هوایی غیرنظامی که در خاک ایران برای شرکت‌های مختلف هواپیمایی اتفاق افتاده‌اند، جان خود را از دست داده‌اند.
سقوط هواپیمای ایرباس آ-۳۰۰ در پرواز شماره ۶۵۵ ایران ایر، به‌وسیله شلیک موشک توسط ناو جنگی وینسنس آمریکا در خلیج فارس، هشتمین حادثه هواپیمائی در دنیا از لحاظ آمار تلفات است که تمام ۲۹۰ سرنشین آن کشته شدند. این سانحه را نمی‌توان در دستهٔ سوانح هوایی عادی به‌شمار آورد، چرا که در یک حملهٔ نظامی رخ داده است.

### هواپیماهای نظامی
همچنین آمار سوانح هوایی هواپیماهای نظامی نیز در ایران قابل توجه است. باید توجه داشت که هواپیماهای نظامی تنها شامل جنگنده‌ها نیستند و هواپیماهای باربری نیز در این دسته جا می‌گیرند که با آن‌ها جابه‌جایی ادوات نظامی، نیروی انسانی و بار انجام می‌شود. به عنوان نمونه، سقوط هواپیمای نظامی ایلوشین ۷۶ متعلق به سپاه پاسداران با ۲۷۶ کشته، بزرگ‌ترین سانحه هوایی جهان بین سال‌های ۱۹۹۸ تا ۲۰۰۴ میلادی بوده است.

## فهرست سانحه‌های هوایی مهم ایران از سال ۱۳۵۸ تا کنون

### ۱۴۰۳
- ۱۴ آذر ۱۴۰۳:‌ یک فروند هواپیمای یاسین که قرار بود در نمایشگاه هوایی کیش در آذر ۱۴۰۳ به نمایش درآید در حین پرواز آزمایشی در ۱۴ آذر ۱۴۰۳ به دلیل مشکلات ناوبری و برخورد با ارتفاعات فیروزآباد سقوط کرد و از بین رفت. براثر این حادثه سرهنگ خلبان حمیدرضا رنجبر و سرهنگ خلبان منوچهر پیرزاده جان خود را از دست دادند.

- ۳۰ اردیبهشت ۱۴۰۳: بالگرد بل ۲۱۲ حامل سید ابراهیم رئیسی، در جریان سفر به استان آذربایجان شرقی برای افتتاح سد مرزی قیزقلعه‌سی، در منطقه آزاد ارس دچار سانحه شد و بعد از چند ساعت جستجو، روز بعد، لاشه بالگرد و پیکر سید ابراهیم رئیسی به همراه هفت تن دیگر نیز پیدا شد.[۵] حدود یک سال پس از مرگ رئیسی، در رسانه‌های ایران گزارش شد که به‌دلیل نوع حادثه بخش‌هایی از بدن رئیسی هنوز در محل سقوط یافت می‌شود.[۶][۷]

### سال ۱۴۰۲
- ۹ مرداد ۱۴۰۲: بر اثر سقوط یک فروند هواپیمای آموزشی در فرودگاه پیام کرج، استاد خلبان و دانشجوی خلبانی جان باختند.[۸]

### سال ۱۴۰۱
- ۴ اسفند ۱۴۰۱: سقوط بالگرد در بافت واقع در جنوب استان کرمان که منجر به کشته شدن یکی از کارکنان وزارت ورزش و جوانان شد. حمید سجادی وزیر ورزش و جوانان مجروح شد.
- ۲۷ شهریور ۱۴۰۱: یک فروند سوخو ۲۲ نیروی هوافضای سپاه در هرمزگان دچار نقص فنی شد و خلبان آن پس از هدایت هواپیما به خارج از محل مسکونی ایجکت کرد.[۹]
- ۲۸ خرداد ۱۴۰۱: یک فروند اف-۱۴ نیروی هوایی ارتش در مأموریت آموزشی ابتدای باند پایگاه هشتم شکاری به علت از دست دادن موتور سقوط و هواپیما به کل نابود شد. پیش از سقوط خلبانان موفق به ایجکت شدند.[۱۰]
- ۳ خرداد ۱۴۰۱:یک فروند چنگدو جی-۷ یا اف-۷ نیروی هوایی ارتش در انارک اطراف شهرستان نائین اصفهان سقوط کرد و دو خلبان این هواپیما به نام‌های سرهنگ دوم زمانی و ستوان یکم بای از پایگاه هشتم شکاری اصفهان کشته شده‌اند.[۱۱]
- ۲۹ فروردین ۱۴۰۱: لاستیک یک فروند بوئینگ ۷۳۷ متعلق به شرکت هواپیمایی کاسپین با رجیستر EP-CAR که از اصفهان به مقصد مشهد تیک‌آف کرده بود، در زمان فرود در فرودگاه مشهد لاستیک هواپیما ترکید و هواپیما را از باند منحرف کرد.[۱۲]

### سال ۱۴۰۰
- ۲ اسفند ۱۴۰۰: یک فروند جنگنده اف-۵ با دو سرنشین در حوالی پایگاه دوم شکاری شهید فکوری تبریز و در نزدیکی یک مدرسه سقوط کرد که در این حادثه دو نفر کادر پرواز این هواپیما و یک شهروند عادی که سرنشین خودرو بوده و هواپیما با آن برخورد کرده کشته شدند.[۱۳][۱۴]
- ۱۵ دی ۱۴۰۰: در پرواز ۶۹۰۴ مشهد-اصفهان هواپیمایی کاسپین، هواپیمای بوئینگ ۷۳۷ در هنگام فرود روی باند پس از شکستن قسمت چرخَش دچار سانحه شد.[۱۵][۱۶][۱۷]
- ۲۹ خرداد ۱۴۰۰: یک فروند بالگرد بل-۲۱۴ حامل صندوق‌های اخذ رای که به‌سمت دزفول پرواز می‌کرد، سقوط کرد و یک سرنشین آن کشته و یازده نفر زخمی شدند.[۱۸]
- ۱۱ خرداد ۱۴۰۰: یک فروند اف-۵ نیروی هوایی ارتش در پایگاه هوایی دزفول به دلیل نقص فنی در سیستم صندلی پران هردو خلبان به سقف آشیانه برخورد و جانشان را از دست دادند.[۱۹]

### سال ۱۳۹۸
- ۱۲ بهمن ۱۳۹۸: یک فروند هواپیمای ایرباس ۳۱۹ شرکت هواپیمایی ایران‌ایر پس از فرود در فرودگاه کرمانشاه از باند خارج شد این سانحه هیچ مصدوم و جان‌باخته‌ای در پی نداشت.[۲۰]
- ۷ بهمن ۱۳۹۸: یک فروند هواپیمای مسافربری از نوع MD-83 متعلق به هواپیمایی کاسپین که از تهران به سوی ماهشهر در حرکت بود، به هنگام فرود از باند فرودگاه ماهشهر از باند خارج شد و وارد منطقهٔ شهری شد. این سانحه هیچ مصدوم و جان‌باخته‌ای در پی نداشت اما هواپیما پس از سانحه دیگر قابل استفاده نبود.[۲۱]

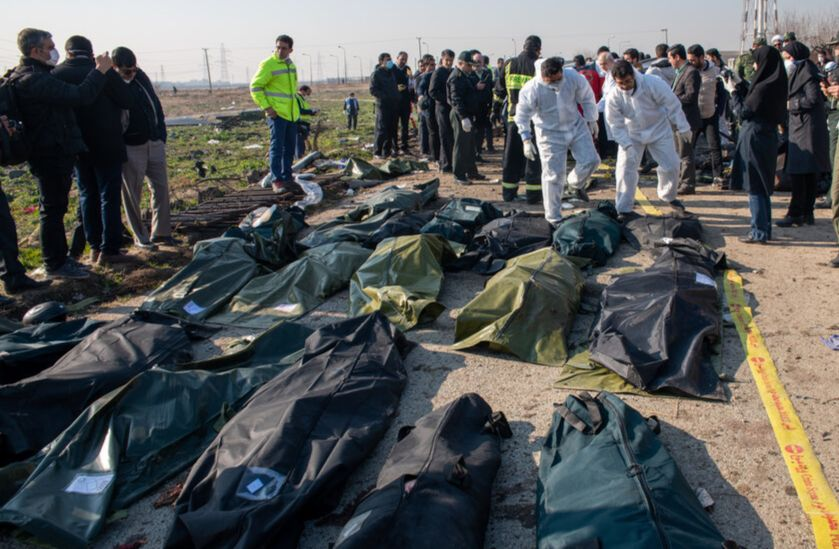
عملیات کاوش قربانیان پرواز ۷۵۲

- ۱۸ دی ۱۳۹۸: یک فروند هواپیمای مسافربری بوئینگ ۸۰۰–۷۳۷ متعلق به خطوط هواپیمایی بین‌المللی اوکراین، با ۱۷۶ مسافر و خدمه پس از پرواز از فرودگاه امام در محلی بین پرند و شهریار سقوط کرد. طبق خبرگزاری‌های جمهوری اسلامی علت حادثه شلیک پدافند هوایی توسط سپاه پاسداران بود.[۲۲] اعلام علت واقعی فاجعه با چهار روز تأخیر اعلام شد و نامه عذرخواهی رئیس‌جمهور را در پی داشت.[۲۳] هواپیما از نوع BOEING 737-8KV و با رجیستر UR-PSR بود که اولین پروازش را در تاریخ ۲۱ ژوئن ۲۰۱۶ انجام داد.[۲۴]
- ۴ دی ۱۳۹۸: یک فروند میگ ۲۹ ارتش جمهوری اسلامی ایران پس از بلند شدن از پایگاه دوم شکاری تبریز در دامنه‌های سبلان سقوط کرد و خلبان آن درگذشت. دلیل حادثه دست کم تا کنون مشخص نیست.[۲۵]
- ۲۴ مرداد ۱۳۹۸ :در ساعت حدود ۹ صبح ۲۴ مرداد ماه ۱۳۹۸ یک فروند هواپیمای آموزشی فوق سبک حدود ۲۰۰ متر قبل از فرود در فرودگاه افلاک آسیای ایوانکی دچار حادثه شد و سقوط کرد در این حادثه دو نفر جان خود را از دست دادند. یکی از سرنشینان این هواپیما مجید فتحی‌نژاد خلبان برجسته و مسئول کمیته فوق سبک سازمان هواپیمایی بود که به‌همراه دانشجوی خلبانی همراهش کشته شد.
- ۱۳ مرداد ۱۳۹۸: صبح روز ۱۳ مرداد ۱۳۹۸ یک فروند جنگنده بمب‌افکن چندمنظوره اف-۴ئی نیروی هوائی ارتش ایران، در پی وقوع آتش‌سوزی در موتور سمت چپ خود در ساحل تنگستان بوشهر سقوط کرد. خلبانان آن با خروج اضطراری، به سلامت از آن خارج شدند.

### سال ۱۳۹۷
- ۱۳ اسفند ۱۳۹۷:در ساعت ۱۱:۱۹ صبح ۱۳ اسفند ۱۳۹۷ یک فروند بالگرد بل ۲۱۴ ارتش، برای کمک‌رسانی به مادری باردار در روستای دهدلی از استان چهارمحال و بختیاری ارسال شد که قبل از رسیدن به مأموریت در ۳۰ کیلومتری شهرکرد در روستای سرتشنیز سقوط کرد. در این حادثه سرهنگ خلبان مسعود خواجوی، سروان خلبان علی ودعی، کروچیف بالگرد علی اشرفی، و دو تکنسین اورژانس رسول طاهری و ستار کاویانی جان خودشان را از دست دادند. این بالگرد با پنج سرنشین در حال انجام مأموریت اورژانس بوده که دچار سانحه شده است.
- ۲۶ بهمن ۱۳۹۷:در ساعت حدود ۱۱ صبح ۲۶ بهمن ماه ۱۳۹۷ یک فروند هواپیمای آموزشی فوق سبک به رجیستر EP-1298 در منطقه بهاریه کاشمر سقوط کرد که در این حادثه دو نفر جان خود را از دست دادند. سرنشینان این هواپیما آقایان استاد خلبان مهدی زارعی و دانشجوی خلبانی سید مهدی سیدی بودند و هواپیما جهت آموزش در حال پرواز بوده است. علت حادثه توسط سازمان هواپیمایی کشوری در حال بررسی است.
- ۲۴ دی ۱۳۹۷: حدود ساعت ۸ و ۳۰ دقیقه بامداد دوشنبه، یک فروند بوئینگ ۷۰۷ باری حامل گوشت متعلق به نیروی هوایی ارتش جمهوری اسلامی ایران که از بیشکک قرقیزستان عازم فرودگاه پیام کرج بود، به اشتباه در فرودگاه فتح به زمین نشست و به علت کوتاه بودن طول باند فرود (۱۲۰۰ متر)، هواپیما به دیوار انتهای باند برخورد می‌کند.[۲۶][۲۷] از ۱۶ سرنشین هواپیمای سانحه دیده، یک نفر زنده ماند.[۲۸] این هواپیما پس از خروج از باند و برخورد به دیواره انتهای باند وارد شهرک مسکونی زیبادشت شد و آتش گرفت. به علت خالی از سکنه بودن این بخش از شهرک، کسی از شهروندان آسیب ندید[۲۹][۳۰]
- ۱۲ خرداد ۱۳۹۷:حدود ساعت ۱۲:۳۰ امروز یک فروند هواپیمای جنگنده شکاری اف۷ در حوالی ۲۰ کیلومتری شهر حسن‌آباد جرقویه علیا (محدوده مزرعه رضائیه اصفهان) سقوط کرد. نوع این جنگنده آموزشی بوده و قبل از سقوط هواپیما ۲ نفر سرنشین آن بیرون پریده‌اند.
- ۲۸ فروردین ۱۳۹۷:سخنگوی سازمان هواپیمایی کشوری با تأیید سقوط یک فروند بالگرد آب‌های خلیج فارس از آغاز عملیات تجسس سرنشیان خبرداد.

رضا جعفرزاده در گفتگو با خبرنگار مهر، دربارهٔ سقوط یک فروند بالگرد در جزیره لاوان گفت: حدود ساعت ۲۱:۳۰ دقیقه امشب یه فروند بالگرد ۲۱۲ متعلق به شرکت هلیکوپتری ایران هنگام انتقال بیمار از سکوی نفتی لاوان عازم جزیره کیش بود.
وی ادامه داد: متأسفانه در حین انتقال بیمار از سکوی نفتی لاوان، بعد از بلند شدن بالگرد از سکوی نفتی مذکور، دچار سانحه شد و در آب‌های خلیج فارس سقوط کرد.
سخنگوی سازمان هواپیمایی کشوری با بیان اینکه از لحظه مخابره این خبر عملیات تجسس و نجات آغاز شده است افزود: این بالگرد ۵ سرنشین داشته است که تاکنون ۳ سرنشین پیدا شده که در مورد وضعیت آن‌ها اطلاعی نداریم.

### سال ۱۳۹۶
- ۲۰ اسفند ۱۳۹۶: یک فروند هواپیمای بمباردیه چلنجر ۶۰۰ سریز شخصی متعلق به ترکیه که از شارجه عازم استانبول بود با ۱۱ سرنشین (۸ نفر از آن‌ها مسافر و ۳ نفر دیگر خدمه پرواز) در حدود ساعت ۱۸:۰۹ به وقت محلی در حوالی شهرکرد ارتفاعات هلن از توابع شهرستان کیار، سقوط کرد. تمامی سرنشینان هواپیما کشته شدند. این هواپیما متعلق به شرکتی ترکیه‌ای به نام باشاران بوده است.
- ۲۹ بهمن ۱۳۹۶: یک فروند هواپیمای ATR 72-212 (پرواز شماره ۳۷۰۴ هواپیمایی آسمان) که از تهران عازم یاسوج بود بر فراز سمیرم سقوط کرد. این هواپیما متعلق به شرکت هواپیمایی آسمان بود و ۶۰ مسافر و ۶ خدمه (دو مهماندار، دو نفر امنیت پرواز و دو نفر خلبان و کمک خلبان) داشت. این هواپیما پنجاه دقیقه بعد از پرواز از دید رادار محو شد. یک مقام مسوول از شرکت هواپیمایی آسمان اعلام کرد که این هواپیما با کوه دنا برخورد کرده است. این حادثه در حوالی روستای کهنگان از توابع پادنا در یکصد و بیست کیلومتری سمیرم رخ داد. تمامی سرنشینان این هواپیما از جمله یک کودک، کشته شدند.[۳۱][۳۲][۳۳][۳۴][۳۵][۳۶]
- ۲۷ بهمن ۱۳۹۶: غروب جمعه یک هواپیمای فوکر ۱۰۰ قشم ایر هنگام فرود در باند فرودگاه مشهد به دلیل باز نشدن چرخ‌ها، دچار سانحه شد، اما به۱۰۴ مسافر و خدمه آن آسیبی وارد نیامد.
- ۸ آبان ۱۳۹۶: یک فروند هواپیمای فوق‌سبک از نوع آموزشی TECNAM و به علامت ثبت: EP-1239 در فرودگاه گلبهار مشهد دچار سانحه شد. این هواپیما پس از تیک‌آف و در انتهای باند فرودگاه گلبهار سقوط کرد. در طی این حادثه خلبان و کمک خلبان آن مصدوم شدند
- ۲۰ آبان ۱۳۹۶:یک فروند سوخو ۲۲ سپاه در منطقه سروستان در ۸۴ کیلومتری شیراز سقوط کرد و خلبان آن کشته شد.

### سال ۱۳۹۵
- ۱۷ آذر ۱۳۹۵: سقوط یک فروند هواپیمای آموزشی در اقلید نزدیکی روستای خنجشت.[۳۷]
- ۱۶ آذر ۱۳۹۵: ساعت یازده و سی دقیقه روز ۱۶ آذر، یک فروند هلیکوپتر متعلق به شرکت پن‌ها در دریاچهٔ چیتگر تهران سقوط کرد. این بالگرد حامل ۸ سرنشین بود. پس از انتقال ۸ سرنشین این حادثه به بیمارستان، خلبان جان خود را از دست داد.
- ۷ آذر ۱۳۹۵: نیمه شب یکشنبه هفت آذر ۹۵ یک فروند بالگرد MI17 متعلق به شرکت نفت خزر به هنگام انتقال مصدوم، پس از چند ثانیه برخاستن از سکوی نفتی امیرکبیر در دریای خزر دچار نقص فنی شد و سقوط کرد. در این حادثه هر پنج سرنشین بالگرد جان باختند.
- ۲۰ تیر ۱۳۹۵:یک فروند جنگنده سوخو ۲۴ ارتش صبح روز بیستم تیر ماه حوالی روستای قشقاوی در کنار دریاچه بختگان در منطقه خیر شهرستان استهبان دچار سانحه شد. خلبانان این جنگنده پیش از وقوع سانحه با موفقیت ایجکت کرده و هردو نفر هم‌اکنون در سلامت کامل به سر می‌برند و با بالگرد به شیراز منتقل شده‌اند.
- ۸ اردیبهشت ۱۳۹۵: به گزارش خبرگزاری فارس از شهرستان نائین، یک فروند هواپیمای F7 که با دو نفر سرنشین ساعت ۹:۱۵ دقیقه صبح از پایگاه هشتم شکاری اصفهان برای پرواز آموزشی برخاسته بود ساعت ۹:۵۸ دقیقه دچار حادثه شد و در حوالی شهرستان نائین سقوط کرد. خوشبختانه خلبان و کمک خلبان آن با پرش از سانحه نجات یافتند این هواپیما در ۴۰ کیلومتری نائین در حوالی روستای کِجان با کوه برخورد کرده و منهدم شده است.[۳۸]
- ۶ فروردین ۱۳۹۵: در پی سقوط یک فروند بالگرد اورژانس در نزدیکی دریاچه مهارلو در اطراف شهرستان کوار استان فارس تمامی ۹ سرنشین این بالگرد جان باختند. سخنگوی اورژانس کشور دربارهٔ جزئیات این حادثه گفت: این بالگرد در حال انتقال بیمار از شهرستان خنج به شیراز بود که در نزدیکی دریاچه مهارلو در اطراف شهرستان کوار استان فارس سقوط کرد. وی افزود: دو تکنسین اورژانس در داخل این بالگرد حضور داشته‌اند.

### سال ۱۳۹۴
- ۸ بهمن ۱۳۹۴: یک فروند هواپیمای ام دی ۸۳ متعلق به هواپیمایی زاگرس هنگام فرود از باند فرودگاه مشهد خارج شد. این سانحه تلفات جانی نداشت.[۳۹]
- ۲۲ دی ۱۳۹۴: یک فروند هواپیمای آموزشی F4 به علت نقص فنی در حوالی یکی از روستاهای منطقه کهیری شهرستان کنارک سقوط کرد و منجر به کشته شدن خلبان (سرهنگ خلبان حمید عفیفی پور) و کمک خلبان (سروان خلبان بلورخانی) آن شد.[۴۰]
- ۲۲ تیر ۱۳۹۴: یک فروند بالگرد شب‌پر مربوط به شرکت نفت فلات قاره که از سکوی ابوذر یک مصدوم را به بوشهر انتقال می‌داد، ۱۰ دقیقه پس از پرواز از صفحه رادار ناپدید شد. این بالگرد شامل ۴ سرنشین بوده است.[۴۱]

### سال ۱۳۹۳
- ۷ اسفند ۱۳۹۳: یک فروند بالگرد متعلق به «شرکت پنها» که برای امداد رسانی به پرواز درآمده بود، به دلیل وضعیت نامساعد جوی با دیواره کوه برخورد و منفجر می‌شود.[۴۲]
- ۵ اسفند ۱۳۹۳: یک فروند هواپیمای آموزشی از نوع TB و متعلق به شرکت آموزش هوانوردی پارسیس در فرودگاه پیام کرج به دلیل باز نشدن چرخ‌ها و در حالی که خلبانان مجید یوسفی مهر و محمد مهدی طارمی در حال انجام مانورهای مربوط برای باز کردن چرخ‌ها با استفاده از نیروی گرانش بودند و ارتفاع بسیار کمی با زمین داشتند، به دلیل از دست دادن موتور دچار سانحه شده و سقوط کرد؛ که در این سانحه خلبان طارمی قبل از برخورد با زمین خود را از هواپیما به بیرون پرتاب می‌کند و دچار شکستگی شدید می‌شود و خلبان یوسفی مهر یک هفته بعد به علت سوختگی شدید در بیمارستان سوختگی فوت می‌نماید[۴۳]
- ۹ دی ۱۳۹۳: یک فروند هواپیمای آموزشی از نوع TECNAM به علامت ثبت EP-SCN و متعلق به شرکت آموزش هوانوردی پارسیس در زمان برگشت از زنجان حوالی فرودگاه زنجان به دلیل از دست دادن کامل موتور با مهارت خلبان محمد مهدی جهاد و حسن عبداللهی در جاده روستای سارم سقلو فرود اضطراری کردند در این سانحه هیچ‌گونه آسیبی به هواپیما و دو خلبان آن وارد نشد.
- ۱۹ مهر ۱۳۹۳: در سانحه هوایی روز شنبه نوزدهم مهر ماه ۱۳۹۳ ۷ نفر از مسئولان و کادر پروازی نیروی انتظامی جمهوری اسلامی ایران در مسیر عزیمت به منطقه مرزی و عملیاتی شرق کشور کشته شدند.[۴۴][۴۵]
- ۱۹ مرداد ۱۳۹۳: در ساعت ۹:۳۰ روز یکشنبه ۱۹ مرداد یک فرورند هواپیمای آنتونوف-۱۴۰، ایران ۱۴۰، متعلق به شرکت سپاهان ایر (هواپیمایی هسا) که حامل ۴۸ مسافر و خدمه بود، از تهران به مقصد طبس، از فرودگاه مهرآباد بلند شد و چند دقیقه پس از بلند شدن از باند، در بلوار شیشه مینا واقع در غرب تهران سقوط کرد.[۴۶][۴۷] در این حادثه ۳۸ نفر کشته و ۱۰ نفر زخمی شدند.
- ۲۴ تیر ۱۳۹۳: یک فروند هواپیمای اف-۴ نیروی هوایی ارتش ایران دقایقی پس از پرواز ازپایگاه هوایی شهید دوران در شیراز، منطقه دریاچه بختگان سقوط کرد که در پی آن دو خلبان این هواپیما کشته شدند.[۴۸]
- ۶ خرداد ۱۳۹۳: یک فروند هواپیمای آنتونوف متعلق به نیروی هوافضای سپاه پاسداران انقلاب اسلامی در پرواز آموزشی، هنگام فرود در فرودگاه یزد به دلیل نقص فنی دچار آتش‌سوزی شد. در پی این سانحه با تلاش عوامل امداد و گروه‌های آتش‌نشانی نسبت به خاموش کردن آتش اقدام شد. در این سانحه خوشبختانه هیچ گونه آسیبی به کادر پرواز و سرنشینان هواپیما وارد نشد.[۴۹]
- ۲۰ اردیبهشت۱۳۹۳: هواپیمای فوکر ۱۰۰ پرواز شماره ۸۰۵۳ متعلق به شرکت هواپیمایی آسمان که از مشهد عازم فرودگاه بین‌المللی زاهدان بود، در ساعت ۱۳٫۱۰ دقیقه روز ۲۰ اردیبهشت به دلیل عدم باز شدن چرخ سمت چپ عقب درخواست فرود اضطراری کرد و به ناچار با وجود یک چرخ بسته به حالت اضطرار در باند فرودگاه بین‌المللی زاهدان فرود آمد و با وجود اینکه این هواپیما از باند پرواز خارج و لاستیک آن دچار ترکیدگی شد اما همه ۱۱۳ مسافر این پرواز جان سالم به در بردند. در این حادثه تنها ۹ تن آسیب دیدند.

### سال ۱۳۹۲
- ۱۳ اسفند ۱۳۹۲: سقوط یک فروند فالکن ۲۰ سازمان هواپیمایی کشوری در آب‌های خلیج فارس که شامل ۴ نفر بود.[۵۰]
- ۱ مهر ۱۳۹۲: یک فروند هواپیمای شکاری اف-۴ فانتوم متعلق به پایگاه هفتم شکاری شیراز، در هنگام فرود با ترکیدگی لاستیک از باند خارج و دچار سانحه شد. در این حادثه هر ۲ خلبان اقدام به ایجکت کردند که خلبان کابین جلو سرگرد خلبان آرش رضایی به علت باز نشدند چتر جان خود را از دست داد و خلبان کابین عقب سروان هادی بیات با ایجکت به موقع نجات پیدا کرد.
- ۸ اردیبهشت: یک فروند هواپیمای جنگنده اف-۵ نیروی هوایی ارتش که از پایگاه چهارم شکاری دزفول به پرواز درآمده بود در حوالی شهرستان اندیمشک سقوط کرد. خلبانان این پرواز موفق به ایجکت شدند و جان سالم به در برده‌اند.[۵۱]
- ۱ اردیبهشت: یک هواپیمای آموزشی اف-۵ تایگر در شهر سراب باغ (اردیبهشت ۹۲) متعلق به پایگاه چهارم شکاری دزفول، در اثر برخورد با کوه فیلمان سقوط کرد که موجب جان باختن هر دو خلبان آن شد. در این حادثه سرهنگ حسین طحان نظیف و سروان مرتضی پورحبیب درگذشتند.[۵۲]

### سال ۱۳۹۱
- ۲۴ آبانماه ۱۳۹۱: این بالگرد برای امدادرسانی به حادثه تصادف یک مینی‌بوس در محدوده «ملک‌آباد» به محل حادثه اعزام شده بود. این بالگرد حامل پنج مصدوم حادثه تصادف و چهار روز از و یک تکنیسین اورژانس بود که در منطقه «خین عرب» در نزدیکی بیمارستان طالقانی مشهد، دچار سانحه شد و سقوط کرد. تمامی سرنشینان این بالگرد جان خود را از دست دادند. جانباختگان ارتش و اورژانس این حادثه: ۱- هوبان مرتضوی (کمک خلبان پرواز) ۲- علیرضا پیرمفان (کادر پروازی) ۳- مسعود شاه ویسی زاده (خلبان پرواز) ۵- جعفر قاری (امنیت پرواز) ۶- مهدی مهدی‌زاده (پرسنل اورژانس)
- ۱۸ مهر ۱۳۹۱:یک فروند میگ۲۹ ارتش جمهوری اسلامی ایران در نزدیکی ورامین سقوط کرد و خلبان آن کشته شد.

### سال ۱۳۹۰
- ۶ بهمن ۱۳۹۰: یک فروند هواپیمای اف-۱۴ نیروی هوایی ارتش ایران، سه دقیقه پس از برخاستن از پایگاه ششم شکاری بوشهر در نزدیکی بوشهر دچار سانحه هوایی شد و خلبان و کمک‌خلبان این هواپیماجان باختند.[۵۳]
- ۲۶ مهر: پرواز شماره ۷۴۳ ایران‌ایر پروازی از مبدأ مسکو به مقصد تهران بود که در آن به‌دلیل نقص در چرخ جلو، هواپیما در فرودگاه مهرآباد بدون بازشدن چرخ جلو فرود آمد. ویدیوی این فرود به‌سرعت همه‌گیر شد و از خلبان پرواز، کاپیتان هوشگ شهبازی، تجلیل شد.
- ۱۲ شهریور: هواپیمای ایرباس شرکت هواپیمایی ماهان که از تهران عازم مشهد بود در در ساعت ۲۲:۳۰ در فرودگاه شهید هاشمی‌نژاد مشهد این شهر دچار سانحه شد. این هواپیما به شماره پرواز ۶۱۳ که محسن رضایی دبیر مجمع تشخیص مصلحت نظام هم یکی از سرنشینان آن بود، حدود ساعت ۲۴، به هنگام فرود در باند فرودگاه به علت ترکیدگی چرخ جلو، با مشکل مواجه شد و به سختی فرود آمد. این پیشامد تلفات جانی در برنداشته است ولی برخی از مسافرها دچار جراحاتی شده‌اند. محسن رضایی از ناحیه دست دچار جراحاتی گردید.[۵۴]
- ۱۹ شهریور: یک هواپیمای نظامی اف-۵ در حین رزمایش فداییان حریم ولایت در تبریز سقوط کرد. این هواپیما در میدان آذربایجان تبریز که در کنار فرودگاه این شهر قرار دارد واژگون شد. به گفته شاهدان عینی خلبان هواپیما توانست قبل از سقوط خود را با چتر به بیرون پرتاب کند.[۵۵]
- فروردین: ۱۳۹۰ یک جنگنده سوخو-۲۴ در استان فارس سقوط کرد که ۲ خلبانش از هواپیما بیرون پریدن که چتر یکی از آنان باز نشد که منجر به مرگ آن خلبان شد.

### سال ۱۳۸۹
- ۱۹ دی ۱۳۸۹: یک فروند بوئینگ ۷۲۷ متعلق به شرکت ایران ایر که از تهران به سمت ارومیه در حرکت بود حدود ساعت ۱۹:۴۵ در نزدیکی ارومیه سقوط کرد و ۷۸ نفر از ۱۰۵ مسافر و خدمه آن کشته شدند.
- ۲۶ تیر ۱۳۸۹ یک فروند فانتوم اف-۴ نیروی هوایی ارتش ایران که از پایگاه ششم شکاری بوشهر برخاسته بود، دقایقی پس از پرواز به دلیل نقص فنی در نزدیکی شهر چغادک در ۲۵ کیلومتری بوشهر سقوط کرد. دو نفر از سرنشینان هواپیما نجات یافتند.[۵۶]

### سال ۱۳۸۸
- ۴ بهمن ۱۳۸۸: یک فروند توپولف تی یو-۱۵۴ با ۱۵۷ مسافر پس از فرود روی باند فرودگاه مشهد آتش گرفت. در اثر این حادثه داخل هواپیما به کل سوخته و بال سمت راست و دم و چرخ هواپیما جدا شدند و ۴۲ تن از مسافران به بیمارستان منتقل شدند.[۵۷]

۲۴ تیر ۱۳۸۸:سانحه مرگبار توپولف تی یو-۱۵۴ متعلق به هواپیمایی کاسپین ۱۶۸ کشته برجای گذاشت.

- ۳۱ شهریور ۱۳۸۸: یک فروند هواپیمای نظامی ایلیوشین-۷۶ دارای سیستم آواکس در حین مانور هوایی ارتش در جنوب قرچک در نزدیکی ورامین سقوط کرد. بر اثر این سانحه هفت نفر کشته شدند. گفتنی است این هواپیما تنها هواپیمای مجهز آواکس در ایران بود.[۵۸]
- ۱۰ شهریور ۱۳۸۸: سقوط یک فروند هواپیمای آموزشی از نوع تک نام به علت اشتباه خلبان در انتخاب باک تغذیه‌کننده موتور در چند مایلی فرودگاه پیام که منجر به آسیب دیدگی شدید خلبان زن از ناحیه سر و فوت وی به علت مرگ مغزی بعد از بیست و چهار ساعت شد. این هواپیما متعلق به شرکت هواپیمایی آموزشی ایران زمین پس از بلند شدن از فرودگاه پیام به صورت فورمیشن در نزدیکی حدوداً ۶۰ کیلومتری فرودگاه رشت به دلیل QRF تصمیم برگشت به فرودگاه پیام کرج را داشتند که به‌علت خاموش شدن موتور هواپیما قبل از رسیدن به باند سقوط می‌کند.
- ۲۵ مرداد ۱۳۸۸: یک فروند بالگرد آموزشی نظامی متعلق به هوانیروز در شهرک اندیشه شهرستان شهریار واقع در ۴۵ کیلومتری غرب تهران سقوط کرد و سه سرنشین آن کشته شدند. این هلیکوپتر قبل از اصابت به زمین هنگام پرواز در آسمان دچار نقص فنی و آتش‌سوزی شده بود.[۵۹]
- ۲۴ مرداد ۱۳۸۸: یک فروند هواپیمای تک موتوره آموزشی صبح شنبه ۲۴ مرداد ۱۳۸۸ پشت پمپ بنزین منطقه «پلنگ آباد» ماهدشت کرج سقوط کرد. براساس اعلام سازمان آتش‌نشانی کرج، در این حادثه هر دو سرنشین این هواپیما جان خود را از دست دادند. این هواپیما که از فرودگاه پیام کرج برخاسته بود پس از سقوط در نزدیکی همین فرودگاه دچار آتش‌سوزی شد که توسط آتش نشانان خاموش گردید. به گزارش سازمان آتش‌نشانی، این حادثه ساعت ۸:۱۲ دقیقه صبح به این سازمان اطلاع داده شد و مأموران آتش‌نشانی و دستگاه‌های مسئول بلافاصله در محل حادثه حضور یافتند.
- ۲۰ مرداد ۱۳۸۸: یک فروند هواپیمای فوکر ۱۰۰ در پرواز شماره ۷۲۹ هواپیمایی آسمان در فرودگاه اصفهان دچار سانحه شد. به علت فرود نامناسب عوامل پرواز یکی از چرخ‌ها ترکیده و آتش گرفت. درهای این هواپیما بسته بوده و در حالی که مسافران داخل بودند مأموران فرودگاه به اطفای حریق مشغول شدند و سرانجام پس از خاموش کردن آتش مسافران از هواپیما خارج شدند.[۶۰]
- ۱۹ مرداد ۱۳۸۸: بر اثر سقوط بالگرد نیروی انتظامی سه نفر از سرنشینان آن کشته شدند. این بالگرد در حین بازگشت از مأموریت حدود ساعت ۱۶ روز دوشنبه ۱۹ مرداد در ۳۰ کیلومتری ارتفاعات شرق کرمان به دلیل نقص فنی در حوالی «ده‌مرتضی سیرچ» با زمین برخورد کرد. این بالگرد در بازگشت از عملیات گشت و تعقیب اشرار در منطقه سیرچ کرمان به دلیل نقص فنی دچار مشکل شده است و با زمین برخورد کرده که در این حادثه خلبان و دو نفر از سرنشینان بالگرد کشته شدند. کمک خلبان به همراه دو سرنشین دیگر مجروح شدند و برای درمان به مراکز درمانی منتقل شدند.[۶۱]
- ۲ مرداد ۱۳۸۸: پرواز شماره ۱۵۲۵ هواپیمایی آریا تور که از تهران به مشهد حرکت می‌کرد ساعت ۱۸:۰۵ دقیقه در فرودگاه مشهد، در نتیجه باز نشدن چرخ جلو و همچنین اشکال در چرخ‌های عقب در هنگام فرود از باند خارج شد و به دیوار فرودگاه برخورد نمود. در این حادثه حداقل ۱۷ نفر (۳ مسافر و ۱۴ خدمه پرواز) کشته و ۲۰ نفر نیز مجروح شدند. این هواپیما از نوع ایلیوشین-۶۲ و مجموع مسافران و خدمه آن ۱۶۰ نفر بوده است.[۶۲] خبرگزاری فارس، به نقل از سخنگوی سازمان هواپیمایی، سرعت بالای هواپیما را علت سانحه عنوان نمود.[۶۳] (ر.ک. پرواز شماره ۱۵۲۵ هواپیمایی آریا تور)
- ۲۴ تیر ۱۳۸۸: یک فروند هواپیمای مسافربری از نوع توپولف تی یو-۱۵۴ متعلق به شرکت هواپیمایی کاسپین که عازم ارمنستان بود دقایقی پس از بلند شدن از فرودگاه امام خمینی تهران در در ۱۲ کیلومتری جنوب قزوین بین منطقه فارسیان و جنت‌آباد در بخش مرکزی قزوین سقوط کرد که منجر به کشته شدن تمامی ۱۶۸ نفر سرنشین (مسافر و خدمه) این هواپیما شد.[۶۴] (ر.ک. پرواز شماره ۷۹۰۸ هواپیمایی کاسپین)
- ۳ تیر ۱۳۸۸: در طول رزمایش نیروی هوایی ارتش در حوالی چابهار، یک فروند جنگنده اف-۵ دچار سانحه شد و خلبان آن، قادر اسدی، جان باخت.[۶۵][۶۶]

### سال ۱۳۸۷
- ۲۷ بهمن ۱۳۸۷: هواپیمای مسافربری ایران ۱۴۰ در حوالی فرودگاه شاهین شهر اصفهان سقوط کرد و تمامی پنج سرنشین هواپیما جان باختند. سانحه سقوط هواپیمای مسافربری ایران ۱۴۰ هنگامی رخ داد که خلبانان یکی از شرکت‌های هواپیمایی شامل یک استاد خلبان و ۴ خلبان در حال آموزش، در حال گذراندن آموزش‌های تایپ (نوع) این هواپیمای دوموتوره جهت ورود به ناوگان این شرکت بوده‌اند.[۶۷]
- ۱۰ شهریور ۱۳۸۷: سقوط هلیکوپتر ۲۰۶ آموزشی هوانیروز در حوالی شهرستان لنجان زرین شهر از توابع اصفهان سقوط کرد و یکی از خلبانان جان باخت؛ علت حادثه مشخص نشد.
- ۳ شهریور ۱۳۸۷: سقوط هواپیمای بوئینگ ۷۳۷ ایرانی در اجاره شرکت هواپیمایی آیتک ایر قرقیزستان با ۹۰ مسافر که ۷۰ نفر از آنان جان باختند.[۶۸]
- ۱۶ تیر ۱۳۸۷: یک فروند هواپیمای شکاری اف-۵ ارتش ایران در حین انجام مأموریت در پایگاه هوایی امیدیه خوزستان سقوط کرد و خلبان و کمک‌خلبان آن کشته شدند.[۶۹]
- ۲۳ خرداد ۱۳۸۷: یک فروند کایت موتوردار نظامی حین بارریزی با چتر سقوط کرد و ۲ سرنشین آن در دم جان باختند.
- ۲۶ فروردین ۱۳۸۷: یک فروند هواپیمای سوخو ۲۴ متعلق به نیروی هوایی ارتش جمهوری اسلامی ایران حوالی ساعت ۱۹ هنگام فرود دچار نقص فنی شد و سقوط کرد. خلبان و کمک خلبان ایجکت کردند و سالم ماندند.
- ۹ فروردین۱۳۸۷: سقوط هلیکوپتر نیروی انتظامی آذربایجان شرقی در نزدیکی کوه‌های «اوشان» در محدوده شهرستان ورزقان. در این پیش‌آمد هوایی سرتیپ نیازی رئیس پلیس راهور و سرهنگ جلالی رئیس پلیس پیشگیری آذربایجان شرقی به همراه دیگر سرنشینان و کادر پروازی بالگرد بل ۲۱۲ متعلق به نیروی انتظامی کشته شدند

### سال ۱۳۸۶
- ۱۲ دی ۱۳۸۶ (۲ ژانویه ۲۰۰۸): یک فروند هواپیمای فوکر ۱۰۰ شرکت ایران ایر ساعت هنگام برخاستن از باند فرودگاه مهرآباد دچار حادثه شد. این هواپیما که حدود صد مسافر داشت، قرار بود از تهران به مقصد شیراز پرواز کند، اما چرخ‌های هواپیما هنگام برخاستن به علت انحراف از باند فرودگاه کنده شد و بال هواپیما آتش گرفت.[۷۰]
- ۵ آذر ۱۳۸۶ (۲۶ نوامبر ۲۰۰۷): یک فروند هواپیمای نظامی اف-۴ فانتوم ارتش ایران به علت نقص فنی در منطقه کنارک چابهار سقوط کرد و دو سرنشین آن کشته شدند.[۷۱]
- ۲۸ مهر: یک هلیکوپتر کبرا هوانیروز در کرمانشاه سقوط کرد که علت حادثه مشخص نشد.
- ۱۹ شهریور ۱۳۸۶: یک فروند هواپیمایی آموزشی حوالی ساعت ۱۳ در بخش گله دان شهر شیراز سقوط کرد. در پی آن استاد پرواز این هواپیما (سرهنگ خلبان کاپیتان کاظم زوارئی) در دم جان سپرد و سرنشین دیگر که در حال فراگیری خلبانی بود پس از انتقال به بیمارستان درگذشت.
- ۲۶ مرداد: یک هلیکوپتر ۲۱۴ هوانیروز در پیرانشهر سقوط کرد.
- ۱۶ مرداد: یک هلیکوپتر نظامی در اطراف فرودگاه میرزا کوچک خان رشت بر اثر نقص فنی سقوط کرد.
- ۱۵ اردیبهشت :صبح روز شنبه در حوالی اتوبان زنجان-قزوین یک فروند هواپیمای سبک تک موتوره آموزشی به نام پرندهٔ آبی سقوط کرد که در این سانحه دلخراش خلبان هواپیمای مزبور در دم جان خود را از دست داد. هواپیما پس از سقوط دچار آتش‌سوزی نشده ولی به کل منهدم گردید.
- ۲۳ فروردین :یک هواپیمای آموزشی گلایدر در فرودگاه تفریحی – آموزشی واقع در جاده کهریزک به دلیل شرایط نامناسب جوی، در ساعت ۱۰ صبح سقوط کرد که در اثر آن، خلبان و دانشجوی وی، جان خود را از دست دادند

### سال ۱۳۸۵
- ۵ اسفند: سقوط هلیکوپتر هوانیروز ارتش و مرگ سعید قهاری و ۱۳ تن دیگر.
- ۲۸ بهمن: سقوط هلیکوپتر آکوریل وزارت نفت در دریاچه مهارلو. مأموریت این هلیکوپتر انتقال باقی‌مانده بدنه هلیکوپتری بود که دو روز قبل در همین مکان سقوط کرده بود. علت حادثه اعلام نشد.
- ۲۵ بهمن:سقوط هلیکوپتر در دریاچه نمک مهارلو شیراز متعلق به یک شرکت وابسته به وزارت نفت که در اجاره سازمان زمین‌شناسی بر اثر نقص فنی.
- ۲۹ دی:سقوط هلیکوپتر هلال احمر که برای نجات دو کوهنورد در ارتفاعات علم کوه اعزام شده بودند. این هلیکوپتر وقتی قصد داشت در نزدیکی پناهگاه کوهستانی سرچال فرود بیاید دچار سانحه شده و واژگون شد.
- ۶ آذر ۱۳۸۵ (۲۷ نوامبر ۲۰۰۶): یک فروند هواپیمای آنتونوف ۷۴ متعلق به سپاه پاسداران انقلاب اسلامی در فرودگاه مهرآباد سقوط کرد. در این حادثه ۳۶ نفر کشته و ۲ نفر زخمی شدند.
- ۲۷ آبان :سقوط هلیکوپتر شنوک هوانیروز در حوالی نجف آباد اصفهان. نقص فنی و فرسودگی علت سقوط این وسیله بود.
- ۱۰ شهریور ۱۳۸۵ (۱ سپتامبر ۲۰۰۶): سقوط هواپیمای توپولوف-۱۵۴ شرکت ایران ایرتور در فرودگاه مشهد. این هواپیما در مسیر بندرعباس-مشهد در حال حرکت بود. این هواپیما حامل ۱۴۸ مسافر بود. در این حادثه ۲۸ نفر کشته و ۵۰ نفر زخمی شدند.
- ۲۰ مرداد:سقوط هلیکوپتر کاموف اجارهٔ فدراسیون کوهنوردی که در حال انتقال تجهیزات و نیرو به قله دماوند بود. دلیل سقوط فرسودگی هلیکوپتر و حمل تیرآهن و برهم خوردن تعادل آن اعلام شد.
- ۲۹ فروردین: فرود اضطراری هلیکوپتر شنوک هوانیروز در اصفهان به علت نقص فنی و شکسته شدن یکی از ملخ‌ها در اثر ضربه هنگام فرود.
- ۸ فروردین:سقوط هواپیمای باری آنتونف ۱۲ در حوالی فرودگاه پیام بلافاصله پس از برخاستن از فرودگاه پیام بدون تلفات

### سال ۱۳۸۴
- ۱۹ دی ۱۳۸۴ (۹ ژانویه ۲۰۰۶): یک هواپیمای فالکن-۲۰ متعلق به سپاه پاسداران انقلاب اسلامی در شمال غرب ایران سقوط کرد و تعدادی از مقامات ارشد سپاه، از جمله احمد کاظمی، فرمانده نیروی زمینی سپاه، کشته شدند.[۷۲]
- ۱۴ آذر ۱۳۸۴ (۵ دسامبر ۲۰۰۵): یک فروند هواپیمای سی-۱۳۰ ارتش ایران که حاوی خبرنگاران و پرسنل ارتش بود، بر روی منطقه‌ای مسکونی در تهران سقوط کرد که بیش از ۱۱۰ کشته برجای گذاشت.[۷۳](ر.ک. سقوط هواپیما در تهران، ۱۴ آذر ۱۳۸۴)
- ۳۱ فروردین ۱۳۸۴: یک فروند بوئینگ ۷۰۷ هواپیمایی ساها که در مسیر کیش به تهران در حرکت بود هنگام نشستن در فرودگاه مهرآباد از مسیر منحرف شد و وارد رودخانه کن شد. در این حادثه دو نفر کشته و یک نفر مفقود می‌شود.

### سال ۱۳۸۳
- ۲۹ آذر:سقوط هلیکوپتر امداد هلال احمر استان فارس در ارتفاعات خرم بید.
- ۹ خرداد:سقوط هلیکوپتر هوانیروز در ارتفاعات الموت قزوین. این هلیکوپتر حامل استاندار قزوین بود که برای بازدید از مناطق زلزله زده مأموریت داشت. علت سانحه نیز اعلام نشد.

### سال ۱۳۸۲
- ۲۱ بهمن ۱۳۸۲ (۱۰ فوریه ۲۰۰۴): یک فروند فوکر۵۰ متعلق به هواپیمایی کیش ایر در هنگام فرود آمدن در فرودگاه شارجه به زمین برخورد کرد و ۴۳ نفر از ۴۵ مسافر آن کشته شدند.

### سال ۱۳۸۱
- ۳۰ بهمن ۱۳۸۱ (۱۹ فوریه ۲۰۰۳): یک ایلیوشین-۷۶ متعلق به سپاه پاسداران انقلاب اسلامی در ارتفاعات استان کرمان سقوط کرد و تمام ۲۷۶ سرنشین آن جان باختند.
- ۲ دی ۱۳۸۱(۲۳ دسامبر ۲۰۰۲):یک آنتونوف ۱۴۰ اوکراینی به کوهی در مرکز ایران برخورد کرد و ۴۹ نفر از سرنشینان آن کشته شدند. این گروه که از مقامات اوکراینی و روسی بودند برای افتتاح کارخانه هواپیما سازی در شاهین شهر عازم این شهر بودند.

### سال ۱۳۸۰
- ۲۷ اردیبهشت ۱۳۸۰ (۱۷ مه ۲۰۰۱): هواپیمای روسی یاک-۴۰ متعلق به شرکت فراز قشم در ساعت ۷ بامداد در جنگل‌های منطقه خرچنگ در حوالی ساری سقوط نمود. در این حادثه رحمان دادمان وزیر راه و ترابری به همراه تعدادی از مقامات ایران از جمله مهندس ارسلان راحمی و جمعی از نمایندگان استان گلستان و تمامی خدمه هواپیما جان خود را از دست می‌دهند. پرواز جهت انجام مأموریت اداری و افتتاح فرودگاه گرگان بود. (رجوع کنید به: حادثه هواپیمای یاک ۴۰)
- ۲۳ بهمن ۱۳۸۰ (۱۲ فوریه ۲۰۰۲): هواپیمای توپولوف-۱۵۴ شرکت ایران ایرتور در نزدیکی خرم‌آباد با کوه برخورد کرد و ۱۱۹ نفر کشته شدند. در این حادثه چهار مهندس جوان اسپانیایی نیز کشته شدند. علت حادثه سهل انگاری اداره هواشناسی در ارائه به موقع اطلاعات هواشناسی (ارتفاع ابرها) و مکث بیش از حد خلبان در افزایش ارتفاع هواپیما با وجود هشدار برخورد هواپیما با کوه بوده است. (افراد محلی از آتش گرفتن قسمتی از هواپیما چند دقیقه قبل از برخورد با کوه مشاهده کرده بودند)
- ۵ اسفند ۱۳۸۰ هواپیمای ایلیوشین-۷۶ نیروی هوایی سپاه پاسداران انقلاب اسلامی پس از برخاستن از فرودگاه مشهد به مقصد اصفهان دچار سانحه آتش‌سوزی در موتور خود شد و به قصد فرود اضطراری به سمت فرودگاه مشهد بازگشت. پس از فرودی سخت و اطفاء آتش کلیه مسافران و خدمه از هواپیما خارج شدند و به کسی آسیب جدی وارد نشد. هواپیما به دلیل شدت خسارات وارده از رده پروازی خارج گردید.

### سال ۱۳۷۹
- ۲۶ بهمن ۱۳۷۹ یک فروند بالگرد آموزشی متعلق به هوانیروز ارتش جمهوری اسلامی ایران در ساعت ۹ صبح در طی یک پرواز آموزشی به دلیل نقص فنی در حوالی شرق اصفهان روی یک گاوداری سقوط نمود و خلبان سرگرد غلامرضا فروتن و کمک خلبان ستوان دوم محسن گودرزی کشته شدند.

### سال ۱۳۷۸
- ۱۴ بهمن ۱۳۷۸ (۲ فوریه ۲۰۰۰): یک فروند هواپیمای سی-۱۳۰ متعلق به نیروی هوایی ارتش جمهوری اسلامی ایران در فرودگاه مهرآباد با یک ایرباس آ-۳۰۰ در حال توقف، تصادف کرد و همه ۸ سرنشین هواپیمای سی-۱۳۰ کشته شدند.
- ۱۱ اسفند سال ۱۳۷۸ بالگرد نیروی انتظامی در دریاچه مهارلو، فارس سقوط کرد. در این حادثه از ۸ نفر سرنشین بالگرد، ۳ نفر از جمله سردار سرتیپ یوسف‌رضا ابوالفتحی، فرمانده انتظامی استان فارس، درگذشت.

### سال ۱۳۷۶
- ۱۲ مهر ۱۳۷۶ یک فروند هواپیمای اف ۵ به دلیل نقص فنی در حوالی دریاچه ارومیه در ساعت ۱۰:۴۳ سقوط کرد و خلبان این هواپیما، سعید جباریان، درگذشت.
- ۲۵ دی ۱۳۷۶(۱۵ ژانویه ۱۹۹۸): هواپیمای فوکر ۱۰۰ به دلیل سرعت باد و دلایل نامشخص دیگر بر بستر یک رودخانه خشک در فاصله ۱۰ کیلومتری اصفهان به زمین نشست. این هواپیمای آسیب دیده به دلیل بازسازی پس از آن به استرالیا فرستاده شد و در آن هیچ‌کس آسیب جدی ندید.

### سال ۱۳۷۵
- ۲۳ اسفند ۱۳۷۵ (۱۳ مارس ۱۹۹۷): یک فروند هواپیمای سی-۱۳۰ متعلق به نیروی هوایی ارتش جمهوری اسلامی ایران که از دزفول عازم مشهد بود در کوه شیرباد نیشابور سقوط کرد و ۸۶ سرنشین آن کشته شدند.
- ۱۳ اسفند ۱۳۷۵ (۳ مارس ۱۹۹۷): یک فروند هواپیمای فالکن-۲۰ ارتش ایران در اردبیل سقوط کرد و همه ۴ سرنشین آن کشته شدند.
- ۲۰ خرداد ۱۳۷۵ (۹ ژوئن ۱۹۹۶): بوئینگ ۷۲۷ ایران ایر در فرودگاه رشت دچار سانحه شد و در اثر آن ۴ نفر کشته شدند.[۷۴]

### سال ۱۳۷۳
- ۱۵ دی ۱۳۷۳ (۵ ژانویه ۱۹۹۵): هواپیمای جت لاکهید ارتش ایران در نزدیکی اصفهان چند دقیقه پس از برخاستن از پایگاه شهید بابایی، سقوط کرد و همه ۱۲ سرنشین آن از جمله سرتیپ منصور ستاری، فرمانده نیروی هوایی ارتش و سرتیپ علیرضا یاسینی کشته شدند.
- ۱۸ مهر ۱۳۷۳ (۱۰ اکتبر ۱۹۹۴): هواپیمای فوکر-۲۸ شرکت هواپیمایی آسمان که در مسیر اصفهان به تهران در حرکت بود در کوه‌های کرکس در نزدیکی نطنز سقوط کرد و همه ۶۶ سرنشین آن کشته شدند.

### سال ۱۳۷۲
- ۲۶ اسفند ۱۳۷۲: سرنگونی سی-۱۳۰ نیروی هوایی ایران-۱۹۹۴ یک هواپیمای هرکولس حمل و نقل سی ۱۳۰ که حامل دیپلماتها و خانواده‌های آنها از ایران بود در منطقه مورد مناقشه قره باغ توسط ارمنی‌ها سرنگون ۱۹ تن مسافر و همچنین ۱۳ سرنشین این هواپیما کشته شدند.
- ۲۴ آبان ۱۳۷۲ (۱۵ نوامبر ۱۹۹۳): هواپیمای آنتونوف-۱۲۴ روسی (متعلق به ایران نبوده از دبی به مسکو پرواز می‌کرد) در نزدیکی کرمان سقوط کرد و همه ۱۷ سرنشین آن کشته شدند.[۷۵]

### سال ۱۳۷۱
- ۱۹ بهمن ۱۳۷۱ (۸ فوریه ۱۹۹۳): هواپیمای توپولوف-۱۵۴ شرکت ایران ایرتور با یک هواپیمای سوخو-۲۴ متعلق به نهاجا در نزدیکی تهران تصادف کرد. در این حادثه ۱۳۴ نفر کشته شدند.
- ۶ اردیبهشت ۱۳۷۱ (۲۶ آوریل ۱۹۹۲): هواپیمای فوکر-۲۷ نیروی هوایی ارتش جمهوری اسلامی ایران در نزدیکی ساوه سقوط کرد و ۳۹ سرنشین آن کشته شدند.

### سال ۱۳۷۰
- ۳ خرداد ۱۳۷۰ (۲۴ مه ۱۹۹۱): هواپیمای ایلیوشین-۷۶ در نزدیکی کرمانشاه سقوط کرد و ۴ سرنشین آن کشته شدند.

### سال ۱۳۶۷

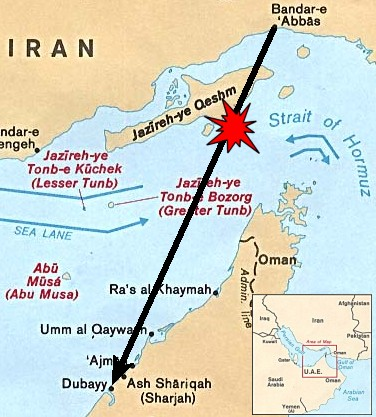
مسیر پرواز شماره ۶۵۵ ایران ایر و محل سقوط هواپیما.

- ۱۲ تیر ۱۳۶۷ (۳ ژوئیه ۱۹۸۸): هواپیمای ایرباس آ-۳۰۰ در پرواز شماره ۶۵۵ ایران ایر، به‌وسیله ناو جنگی وینسنس آمریکا در خلیج فارس هدف قرار گرفت و تمام ۲۹۰ سرنشین آن کشته شدند.

### سال ۱۳۶۵
- ۱۱ آبان ۱۳۶۵ (۲ نوامبر ۱۹۸۶): یک فروند هواپیمای سی ۱۳۰ نیروی هوایی ارتش جمهوری اسلامی ایران در زاهدان سقوط کرد، ۱۰۳ کشته در این سانحه هوایی به جای ماند، این هواپیما که از مشهد به زاهدان رفته بود و نیروهای جبهه را در مراجعت حمل می‌کرد به کوه اصابت کرد خلبان آن نیز سرگرد حسین سیاح پور بود.
- ۲۳ مهر ۱۳۶۵، (۱۵ اکتبر ۱۹۸۶): یک فروند هواپیمای بوئینگ ۷۳۷ در فرودگاه شیراز به دلیل درگیری جنگی مورد حمله جنگنده عراقی قرار گرفت و ۲۳ مسافر با غافلگیری در این سانحه هوایی کشته شده‌اند.

### سال ۱۳۶۴
- ۱ اسفند ۱۳۶۴، یک فروند اف۲۷ فرندشیپ به خلبانی عبدالباقی درویش در ۲۵ کیلومتری شمال اهواز در محاصره دو فروند میگ-۲۳ عراقی قرار گرفت و تمام ۵۱ سرنشین آن کشته شدند. این هواپیما حامل فضل‌الله محلاتی نماینده خمینی در سپاه و به همراه جمعی از نمایندگان مجلس و قضات عالی‌رتبه قضایی بود.[۷۶][۷۷]

### سال ۱۳۶۳
- ۱ اسفند ۱۳۶۳ یک فروند هواپیمای سی ۱۳۰ نیروی هوایی ارتش در فرودگاه مهرآباد سقوط کرد و در پی آن هفت نفر از سرنشینان هواپیما درگذشتند.

### سال ۱۳۶۲
- ۱۷ دی ۱۳۶۲ (۷ ژانویه ۱۹۸۳): یک فروند بوئینگ ۷۲۷ متعلق به شرکت ایران ایر هنگام تاکسی کردن در فرودگاه مهرآباد تهران دچار سانحه شد و به کلی منهدم گردید.

### سال ۱۳۶۰
- ۷ مهر ۱۳۶۰ (۲۹ سپتامبر ۱۹۸۱): یک فروند هواپیمای سی-۱۳۰ ارتش ایران که حامل جمعی از فرماندهان ارتش و سپاه بود در کهریزک سقوط کرد و ۸۰ سرنشین آن از جمله ولی‌الله فلاحی. سید محمد جهان‌آرا. یوسف کلاهدوز. سیدموسی نامجو و جواد فکوری کشته شدند.

### سال ۱۳۵۸
- ۱ بهمن ۱۳۵۸: هواپیمای بوئینگ ۷۲۷ ایران ایر که در مسیر مشهد-تهران پرواز می‌کرد سقوط کرد و ۱۲۸ نفر از سرنشینان آن کشته شدند.

## فهرست سانحه‌های هوایی مهم ایران پیش از ۱۳۵۷

### سال ۱۳۵۲
- در ۲۴ اسفند ۱۳۵۲، پرواز ۹۰۱ خطوط هوایی استرلینگ، یک هواپیمای سود اویاسیون کاراوله حین برخاستن از باند فرودگاه مهرآباد دچار نقص در چرخ‌ها شد که این نقص منجر به پاره‌شدنمخزن سوخت هواپیما شد. در این آتش‌سوزی ۱۵ مسافر کشته و ۳۷ مسافر و خدمهٔ آن مجروح شدند.
- در ۲ خرداد ۱۳۵۲ یک هواپیمای بمب‌افکن آورو والکان متعلق به نیروی هوایی سلطنتی بریتانیا حین فرود در فرودگاه شیراز دچار سانحه شد و پس از خروج از باند، کاملا آسیب دید. این سانحه این سانحه به دلیل کف‌پاشی باند فرودگاه و اقدامات سریع پرسنل زمینی و خلبان تلفات جانی نداشت.

### سال ۱۳۳۱
- در ۲۵ دسامبر ۱۹۵۲ (پنجشنبه، ۴ دی ۱۳۳۱)، یک فروند هواپیمای داگلاس دی سی ۳ با شماره هواپیما EP-ACJ از مبدأ شیراز به مقصد مهرآباد و با ۲۵ سرنشین در نزدیکی تهران سقوط کرد، در اثر این حادثه ۲۴ نفر از ۲۵ سرنشین جان باختند.

### سال ۱۳۲۹
- در ۱۴ سپتامبر۱۹۵۰ (پنجشنبه، ۲۳ شهریور ۱۳۲۹)، یک فروند هواپیمای داگلاس دی سی ۳ با شماره هواپیما EA-AAG از مبدأ مهرآباد به مقصد عربستان و با ۹ سرنشین بلافاصله پس از بلند شدن از فرودگاه مهراباد سقوط کرد و همه سرنشینان جان باختند.
- در ۱ دسامبر ۱۹۵۰(جمعه، ۱۰ آذر ۱۳۲۹)، یک فروند هواپیمای داگلاس دی سی ۳ با شماره هواپیما EA-AAJ از مبدأ تبریز به مقصد مهرآباد و با ۸ سرنشین با کوه برخورد کرد، سقوط کرد و همه سرنشینان جان باختند.

## جدول سوانح هوایی منجر به سقوط

### هواپیماهای مسافربری
| سال         | نوع هواپیما    | مکان حادثه                           | تعداد کشته‌شدگان | نام شرکت هواپیمایی                   | مقاله اصلی                                      |
| ----------- | -------------- | ------------------------------------ | --------------- | ------------------------------------ | ----------------------------------------------- |
| ۱۳۵۸        | بوئینگ ۷۲۷     | حوالی تهران                          | ۱۲۸             | ایران ایر                            | پرواز شماره ۲۹۱ ایران ایر                       |
| ۱۳۶۵        | بوئینگ ۷۳۷     | فرودگاه شیراز (حمله جنگنده‌های عراقی) | ۲۳              | ایران ایر                            | -                                               |
| ۱۳۶۷        | ایرباس آ-۳۰۰   | خلیج فارس (حمله ناو آمریکایی)        | ۲۹۰             | ایران ایر                            | پرواز شماره ۶۵۵ ایران ایر                       |
| ۱۳۷۱        | توپولف-۱۵۴     | تهران (برخورد با هواپیمای نظامی)     | ۱۳۴             | ایران ایرتور                         | سانحه برخورد توپولوف ۱۵۴ ایران‌ایرتور با سوخو ۲۴ |
| ۱۳۷۳        | فوکر ۲۸        | کوه کرکس، نزدیکی نطنز                | ۶۶              | هواپیمایی آسمان                      | پرواز ۷۴۶ هواپیمایی آسمان                       |
| ۱۳۷۵        | بوئینگ ۷۲۷     | فرودگاه رشت                          | ۴               | ایران ایر                            | -                                               |
| ۱۳۸۰        | یاکوولف یاک-۴۰ | منطقه خرچنگ، حوالی ساری              | ۲۵              | فراز قشم                             | حادثه هواپیمای یاک ۴۰                           |
| ۱۳۸۰        | توپولف-۱۵۴     | خرم‌آباد                              | ۱۱۹             | ایران ایرتور                         | پرواز شماره ۹۵۶ ایران ایرتور                    |
| ۱۳۸۲        | فوکر ۵۰        | شارجه                                | ۴۳              | کیش ایر                              | -                                               |
| ۱۳۸۴        | بوئینگ-۷۰۷     | فرودگاه مهرآباد                      | ۲               | هواپیمایی ساها                       | -                                               |
| ۱۳۸۵        | توپولف-۱۵۴     | مشهد                                 | ۲۸              | ایران ایرتور                         | -                                               |
| ۱۳۸۷        | ایران ۱۴۰      | حوالی فرودگاه شاهین‌شهر               | ۵               | هواپیمایی هسا                        | -                                               |
| ۱۳۸۷        | بوئینگ ۷۳۷     | حوالی بیشکک                          | ۶۸              | هواپیمایی آسمان                      | پرواز شماره ۶۸۹۵ هواپیمایی آسمان                |
| ۱۳۸۸        | توپولف-۱۵۴     | قزوین                                | ۱۶۸             | هواپیمایی کاسپین                     | پرواز شماره ۷۹۰۸ هواپیمایی کاسپین               |
| ۱۳۸۸        | ایلیوشین-۶۲    | فرودگاه مشهد                         | ۱۷              | هواپیمایی آریا                       | پرواز شماره ۱۵۲۵ هواپیمایی آریا تور             |
| ۱۳۸۹        | بویینگ ۷۲۷     | ارومیه                               | ۷۸              | ایران‌ایر                             | پرواز شماره ۲۷۷ ایران‌ایر                        |
| ۱۳۹۳        | ایران-۱۴۰      | تهران                                | ۳۹              | هواپیمایی هسا                        | پرواز شماره ۵۹۱۶ هواپیمایی سپاهان               |
| ۱۳۹۶        | ای‌تی‌آر ۷۲      | سمیرم                                | ۶۶              | هواپیمایی آسمان                      | پرواز شماره ۳۷۰۴ هواپیمایی آسمان                |
| ۱۳۹۸        | بوئینگ ۷۳۷     | شهریار                               | ۱۷۶             | هواپیمایی بین‌المللی اوکراین          | پرواز شماره ۷۵۲ شرکت هواپیمایی اوکراین          |
| مجموع تلفات | مجموع تلفات    | مجموع تلفات                          | ۱۴۷۹            | شامل تمامی سرنشینان با ملیت‌های مختلف | شامل تمامی سرنشینان با ملیت‌های مختلف            |

آمار سوانح بر اساس نوع هواپیما (بجز سوانح ناشی از حملات نظامی)
| نوع هواپیما   | تعداد سانحه | تعداد کشته‌شدگان |
| ------------- | ----------- | --------------- |
| توپولف-۱۵۴    | ۴           | ۴۴۹             |
| هسا ایران-۱۴۰ | ۲           | ۴۴              |
| ایلیوشین-۶۲   | ۱           | ۱۷              |
| فوکر ۵۰       | ۱           | ۴۳              |
| فوکر ۲۸       | ۱           | ۶۶              |
| بوئینگ ۷۲۷    | ۳           | ۲۱۰             |
| بوئینگ ۷۳۷    | ۲           | ۲۴۴             |
| بوئینگ ۷۰۷    | ۱           | ۲               |
| یاک ۴۰        | ۱           | ۲۵              |
| ای‌تی‌آر ۷۲     | ۱           | ۶۶              |
| ایرباس ای۳۰۰  | ۱           | ۲۹۰             |

### هواپیماهای نظامی
| سال          | نوع هواپیما                   | مکان حادثه                     | تعداد کشته‌شدگان | مالک                                    | مقاله اصلی                                      |
| ------------ | ----------------------------- | ------------------------------ | --------------- | --------------------------------------- | ----------------------------------------------- |
| ۱۳۳۶         | هواپیمای نظامی                | به دنبال تعقیب دادشاه و افرادش | ۴               | نیروی هوایی ارتش شاهنشاهی               | -                                               |
| ۱۳۴۸         | برخورد ۲ هواپیمای هواپیمای جت | دزفول                          | ۲               | نیروی هوایی ارتش شاهنشاهی               | -                                               |
| ۱۳۶۰         | لاکهید سی-۱۳۰                 | کهریزک                         | ۸۰              | نیروی هوایی ارتش جمهوری اسلامی          | پرواز هرکولس سی-۱۳۰ نیروی هوایی ارتش ایران ۱۳۶۰ |
| ۱۳۶۳         | سی-۱۳۰                        | فرودگاه مهرآباد                | ۷               | نیروی هوایی ارتش جمهوری اسلامی          | -                                               |
| ۲۱ بهمن ۱۳۶۳ | لاکهید پی-۳ اوریون            | پایگاه هفتم شکاری. شیراز       | ۱۱              | نیروی هوایی ارتش جمهوری اسلامی          | -                                               |
| ۱۳۶۴         | فوکر ۲۷                       | حوالی اهواز                    | ۵۱              | نیروی هوایی ارتش جمهوری اسلامی          | -                                               |
| ۱۳۶۵         | لاکهید سی-۱۳۰                 | زاهدان                         | ۹۸              | نیروی هوایی ارتش جمهوری اسلامی          | -                                               |
| ۱۳۷۰         | ایلیوشین-۷۶                   | کرمانشاه                       | ۴               | ؟                                       | -                                               |
| ۱۳۷۱         | فوکر-۲۷                       | حوالی ساوه                     | ۳۹              | نیروی هوایی ارتش جمهوری اسلامی          | -                                               |
| ۱۳۷۳         | لاکهید سی-۱۳۰                 | حوالی اصفهان                   | ۱۲              | نیروی هوایی ارتش جمهوری اسلامی          | -                                               |
| ۱۳۷۵         | لاکهید سی-۱۳۰                 | نیشابور                        | ۸۶              | نیروی هوایی ارتش جمهوری اسلامی          | -                                               |
| ۱۳۷۵         | فالکن-۲۰                      | اردبیل                         | ۴               | نیروی هوایی ارتش جمهوری اسلامی          | -                                               |
| ۱۳۷۶         | اف ۵                          | حوالی دریاچه ارومیه            | ۱               | نیروی هوایی ارتش جمهوری اسلامی          | -                                               |
| ۱۳۷۸         | لاکهید سی-۱۳۰                 | فرودگاه مهرآباد                | ۸               | نیروی هوایی ارتش جمهوری اسلامی          | -                                               |
| ۱۳۸۱         | ایلیوشین-۷۶                   | بلندی‌های استان کرمان           | ۲۷۶             | نیروی هوایی سپاه پاسداران انقلاب اسلامی | سانحه سقوط هواپیمای ایلیوشین ایل-۷۶ سپاه        |
| ۱۳۸۴         | لاکهید سی-۱۳۰                 | تهران                          | ۱۱۰             | نیروی هوایی ارتش جمهوری اسلامی          | پرواز هرکولس سی-۱۳۰ نیروی هوایی ارتش ایران ۱۳۸۴ |
| ۱۳۸۴         | فالکن-۲۰                      | حوالی ارومیه                   | ۱۱              | نیروی زمینی سپاه پاسداران انقلاب اسلامی | -                                               |
| ۱۳۸۵         | آنتونوف-۷۴                    | فرودگاه مهرآباد                | ۳۶              | نیروی هوایی سپاه پاسداران انقلاب اسلامی | -                                               |
| ۱۳۸۶         | اف-۴ فانتوم                   | کنارک                          | ۲               | نیروی هوایی ارتش جمهوری اسلامی          | -                                               |
| ۱۳۸۷         | اف-۵                          | پایگاه هوایی امیدیه، خوزستان   | ۲               | نیروی هوایی ارتش جمهوری اسلامی          | -                                               |
| ۱۳۸۸         | ایلیوشین-۷۶                   | قرچک                           | ۷               | نیروی هوایی ارتش جمهوری اسلامی          | -                                               |
| ۱۳۸۸         | اف-۵                          | حوالی چابهار                   | ۱               | نیروی هوایی ارتش جمهوری اسلامی          | -                                               |
| ۱۳۹۰         | اف-۱۴                         | حوالی بوشهر                    | ۲               | نیروی هوایی ارتش جمهوری اسلامی          | -                                               |
| ۱۳۹۰         | سوخو-۲۴                       | استان فارس                     | ۱               | نیروی هوایی ارتش جمهوری اسلامی          | -                                               |
| ۱۳۹۱         | میگ-۲۹                        | ورامین                         | ۱               | نیروی هوایی ارتش جمهوری اسلامی          | -                                               |
| ۱۳۹۲         | فالکن ۲۰                      | حوالی جزیره کیش                | ۴               | نیروی هوایی ارتش جمهوری اسلامی          | -                                               |
| ۱۳۹۲         | اف-۴                          | حوالی پایگاه ششم شکاری بوشهر   | ۱               | نیروی هوایی ارتش جمهوری اسلامی          | -                                               |
| ۱۳۹۲         | اف-۵                          | حوالی شهرستان آبدانان          | ۲               | نیروی هوایی ارتش جمهوری اسلامی          | -                                               |
| ۱۳۹۳         | توربو کوماندور                | حوالی زاهدان                   | ۷               | نیروی انتظامی جمهوری اسلامی             | -                                               |
| ۱۳۹۳         | اف-۴                          | حوالی دریاچه بختگان            | ۲               | نیروی هوایی ارتش جمهوری اسلامی          | -                                               |
| ۱۳۹۴         | اف-۴                          | شهرستان کنارک                  | ۲               | نیروی هوایی ارتش جمهوری اسلامی          | -                                               |
| ۱۳۹۵         | اف۷                           | حوالی نائین                    | ۰               | نیروی هوایی ارتش جمهوری اسلامی          | -                                               |
| ۱۳۹۵         | سوخو-۲۴                       | دریاچه بختگان                  | ۰               | نیروی هوایی ارتش جمهوری اسلامی          | -                                               |
| ۱۳۹۶         | سوخو-۲۲                       | سروستان شیراز                  | ۱               | نیروی هوافضای سپاه پاسداران             | -                                               |
| ۱۳۹۷         | چنگدو جی-۷                    | حوالی اصفهان                   | ۰               | نیروی هوایی ارتش جمهوری اسلامی          | -                                               |
| ۱۳۹۷         | بوئینگ ۷۰۷                    | کرج                            | ۱۵              | نیروی هوایی ارتش جمهوری اسلامی          | -                                               |
| ۱۳۹۸         | اف-۴                          | بوشهر                          | ۰               | نیروی هوایی ارتش جمهوری اسلامی          | -                                               |
| ۱۳۹۸         | میگ-۲۹                        | اردبیل                         | ۱               | نیروی هوایی ارتش جمهوری اسلامی          | -                                               |
| ۱۴۰۰         | نورثروپ اف-۵                  | تبریز                          | ۳               | نیروی هوایی ارتش جمهوری اسلامی ایران    |                                                 |
| ۱۴۰۱         | اف-۷                          | اصفهان                         | ۲               | نیروی هوایی ارتش جمهوری اسلامی ایران    |                                                 |
| ۱۴۰۱         | اف-۱۴                         | اصفهان                         | ۰               | نیروی هوایی ارتش جمهوری اسلامی ایران    |                                                 |
| ۱۴۰۱         | سوخو-۲۲                       | شیراز                          | ۰               | نیروی هوافضای سپاه پاسداران             |                                                 |
| ۱۴۰۱         | سوخو۲۲                        | هرمزگان                        | ۰               | نیروی هوافضای سپاه پاسداران             |                                                 |

آمار سوانح هواپیماهای نظامی بر اساس نوع هواپیما (بجز سوانح هنگام عملیات)
| نوع هواپیما   | تعداد سانحه | تعداد کشته‌شدگان |
| ------------- | ----------- | --------------- |
| لاکهید سی-۱۳۰ | ۶           | ۳۹۴             |
| ایلیوشین-۷۶   | ۳           | ۲۸۷             |
| بوئینگ ۷۰۷    | ۱           | ۱۵              |
| آنتونوف-۷۴    | ۱           | ۳۶              |
| فالکن ۲۰      | ۳           | ۱۹              |
| فوکر۲۷        | ۲           | ۹۰              |
| اف ۴          | ۷           | ۹               |
| اف ۵          | ۴           | ۸               |
| اف۷           | ۳           | ۲               |
| اف ۱۴         | ۲           | ۲               |
| سوخو-۲۴       | ۳           | ۳               |
| سوخو۲۲        | ۳           | ۱               |
| میگ۲۹         | ۲           | ۲               |
| مجموع         | ۴۱فروند     | ۸۶۶نفر          |

نیروی هوایی ارتش در دهه ۱۳۹۰
| تاریخ           | نوع جنگنده         | خلبان          | کمک خلبان      | محل حادثه                    | توضیحات |
| --------------- | ------------------ | -------------- | -------------- | ---------------------------- | --- |
| ۲۱ فروردین ۱۳۹۰ | سوخو ۲۴ فنسر       | علیرضا فغانی   |                | سروستان، شیراز               | کمک خلبان ایجکت کرده و دچار مصدومیت شدید می‌شود، اما خلبان کشته می‌شود |
| ۶ بهمن          | F-14 تامکت         | علیرضا کریمایی | مصطفی فصیحی    | اطراف جزیرهٔ شیف، خلیج فارس   | هر دو سرنشین کشته می‌شوند. |
| ۱۸ مهر ۱۳۹۱     | میگ ۲۹ فالکروم     | آرش شاه محمدی  | اطراف قم       |                              | چند دقیقه پس از تیک آف، ارتباط هواپیما قطع می‌شود و سقوط می‌کند و خلبان کشته می‌شود. |
| ۲۲ مهر          | F-4E فانتوم        | سعید اصغری .   | رضا فانی       | اطراف پایگاه بندرعباس        | هر دو سرنشین پس از عملیات گشتزنی کشته می‌شوند. |
| ۱ اردیبهشت ۱۳۹۲ | آموزشی F-5D        | حسین طحان نضیف | مرتضی پور حبیب | اطراف آبدانان                | بر اثر برخورد هواپیمای آموزشی F-5 به کوه، هر دو سرنشین کشته می‌شوند. |
| ۱ مهر           | F-4E فانتوم        | آرش رضایی      |                | پایگاه هوائی بوشهر           | به دلیل متوقف نشدن هواپیما روی باند، خلبان و کمک خلبان، هر دو ایجکت می‌کنند اما خلبان کشته می‌شود. |
| ۲۴ تیر ۱۳۹۳     | F-4E فانتوم        | سعید ذوالفقاری | یاسر محمدیان   | اطراف روستای سهل آباد، شیراز | خلبان قصد دور کردن هواپیما از روستا را داشت، اما هواپیما به زمین برخورد می‌کند و هر دو سرنشین هنگام ایجکت بر اثر انفجار هواپیما کشته می‌شوند.                                                                            |
| ۲۲ دی ۱۳۹۴      | F-4D فانتوم        | حمید عفیفی پور | علی بلورخانی   | اطراف چابهار                 | خلبان قصد فرود اضطراری روی جاده را دارد اما برای حفظ جان سرنشینان خودروهای در حال عبور، تغییر جهت می‌دهند و بر اثر برخورد با موانع، هر دو سرنشین کشته می‌شوند.                                                           |
| ۴ خرداد ۱۳۹۵    | آموزشی میگ ۲۹ یوبی | علی گلی پور    | روزبه ناظریان  |                              | گلی پور قبل از فرود ایجکت می‌کند و دچار مصدومیت شدید می‌شود، اما ناظریان هنگام فرود روی باند پایگاه نوژه همدان، دچار مرگ مغزی می‌شود و همان شب درگذشت. هواپیمای آسیب دیده پس از تعمیر دوباره برای آموزش استفاده خواهد شد. |
| ۲۰ تیر          | سوخو ۲۴ فنسر       |                |                | حوالی دریاچه بختگان، شیراز   | جنگنده دچار سانحه می‌شود، اما هردو سرنشین ایجکت می‌کنند و سالم می‌مانند. |
| ۱۲ خرداد ۱۳۹۷   | آموزشی F-7         |                |                | محل حادثه: استان اصفهان      | جنگنده دچار سانحه می‌شود اما هر دو سرنشین ایجکت می‌کنند و سالم می‌مانند. |
| ۲۴ دی ۱۳۹۷      |                    |                |                |                              | در ساعت نه و سی دقیقه روز، یک فروند هواپیمای ترابری بوئینگ ۷۰۷ نیروی هوایی، پس از فرود اضطراری در فرودگاه فتح کرج دچار سانحه شد و ۱۵ نفر کشته شدند.                                                                    |
| ۴ دی ۱۳۹۸       | میگ ۲۹ فالکروم     |                |                | استان اردبیل                 | هواپیما دچار حادثه می‌شود، در ناحیه سبلان سقوط می‌کند و سرهنگ خلبان محمّدرضا رحمانی کشته می‌شود. |

## پی‌نوشت‌ها
1. ↑  Iran's aviation regulation seen as a factor in air crashes - Los Angeles Times
2. ↑  شبکه ایمنی هوانوردی (انگلیسی)
3. ↑  Ranter، Harro. «Aviation Safety Network > ASN Aviation Safety Database > Geographical regions > Iran air safety profile». aviation-safety.net. دریافت‌شده در ۲۰۲۰-۰۱-۱۰.
4. ↑  [http://www.radiofarda.com/Article/2008/09/03/o2_iran_air.html فرود اضطراری هواپیمای ایرانی در فرودگاهلع بمبئی وبگاه رادیو فردا
5. ↑  «سانحه برای بالگرد رئیس‌جمهور در آذربایجان شرقی». خبرگزاری تسنیم. ۲۰۲۴-۰۵-۱۹. دریافت‌شده در ۲۰۲۴-۰۵-۱۹.
6. ↑  «وزیر سابق ارشاد: به دلیل نوع حادثه، بخشی از بدن شهید رئیسی همچنان در محل سقوط هلیکوپتر است». پایگاه خبری جماران. ۲۰۲۵-۰۵-۲۰. دریافت‌شده در ۲۰۲۵-۰۵-۲۰.
7. ↑  آنلاین، اقتصاد (۱۴۰۴/۰۲/۲۲ - ۱۸:۴۹). «بخشی از بدن رئیسی در محل سقوط هلیکوپتر جا مانده! + فیلم». fa. دریافت‌شده در 2025-05-20. تاریخ وارد شده در |تاریخ= را بررسی کنید (کمک)
8. ↑  «سقوط هواپیمای آموزشی در فرودگاه پیام/۲نفر کشته شدند». خبرگزاری مهر. ۲۰۲۳-۰۷-۳۱. دریافت‌شده در ۲۰۲۳-۰۸-۰۵.
9. ↑  «خبرگزاری فارس - وقوع سانحه برای یک فروند سوخو 22 سپاه در هرمزگان». خبرگزاری فارس. ۲۰۲۲-۰۹-۱۸. دریافت‌شده در ۲۰۲۳-۰۶-۱۱.
10. ↑  «سومین سقوط هواپیمای نیروی هوایی ایران در چهار ماه اخیر». BBC News فارسی. دریافت‌شده در ۲۰۲۳-۰۶-۱۱.
11. ↑  {{https://www.google.com/url?q=https://www.radiofarda.com/a/31865002.html#lnspr=W10=}}
12. ↑  «حادثه برای هواپیمای کاسپین در مشهد». خبرآنلاین. ۲۰۲۲-۰۴-۱۹. دریافت‌شده در ۲۰۲۳-۰۶-۱۱.
13. ↑  «یک فروند هواپیمای جنگی در تبریز سقوط کرد». خبرگزاری مهر | اخبار ایران و جهان | Mehr News Agency. ۲۰۲۲-۰۲-۲۱. دریافت‌شده در ۲۰۲۲-۰۲-۲۱.
14. ↑  «سه کشته در سقوط جنگنده اف۵ ارتش ایران در تبریز». BBC News فارسی. دریافت‌شده در ۲۰۲۲-۰۲-۲۱.
15. ↑  «علت شکستن چرخ هواپیمای مشهد-اصفهان چه بود؟». روزنامه دنیای اقتصاد. ۲۰۲۲-۰۱-۰۹. دریافت‌شده در ۲۰۲۲-۰۱-۱۱.‏
16. ↑  «انتشار گزارش اولیه سانحه پرواز ۶۹۰۴ هواپیمایی کاسپین در فرودگاه اصفهان». پرتال حمل و نقل iranway. ۲۰۲۲-۰۱-۱۱. دریافت‌شده در ۲۰۲۲-۰۱-۱۱.‏
17. ↑  «انتشار گزارش اولیه سانحه هوایی پرواز مشهد-اصفهان». روزنامه دنیای اقتصاد. ۲۰۲۲-۰۱-۰۷. دریافت‌شده در ۲۰۲۲-۰۱-۱۱.‏
18. ↑  ایران، عصر. «سقوط بالگرد حامل صندوقهای اخذ رای در دزفول/ یک نفر کشته شد». fa. دریافت‌شده در ۲۰۲۳-۰۶-۱۱.
19. ↑  «ارتش ایران: دو خلبان در اثر عملکرد ناگهانی صندلی‌پران هواپیمای اف-۵ کشته شدند». BBC News فارسی. دریافت‌شده در ۲۰۲۳-۰۶-۱۱.
20. ↑  «فرود اضطراری پرواز ایران ایرتور در تهران». BBC News فارسی. دریافت‌شده در ۲۰۲۰-۱۱-۰۴.
21. ↑  1239 (۲۰۲۰-۰۱-۲۸). «هواپیمای خارج شده از باند در ماهشهر به فرودگاه منتقل شد». ایرنا. دریافت‌شده در ۲۰۲۰-۰۲-۰۴.
22. ↑  «خبرگزاری فارس - اطلاعیه مهم ستادکل نیروهای مسلح/ سقوط هواپیمای مسافربری ناشی از خطای انسانی سیستم پدافندی بود». خبرگزاری فارس. ۲۰۲۰-۰۱-۱۱. دریافت‌شده در ۲۰۲۰-۰۱-۱۱.
23. ↑  «خبرگزاری فارس - بیانیه مهم رئیس‌جمهور: جمهوری اسلامی ایران از این اشتباه فاجعه بار بسیار متأسف است». خبرگزاری فارس. ۲۰۲۰-۰۱-۱۱. دریافت‌شده در ۲۰۲۰-۰۱-۱۱.
24. ↑  «یک فروند هواپیمای مسافربری اوکراینی در نزدیکی فرودگاه امام سقوط کرد». radiofarda.com. رادیو فردا. ۱۸ دی ۱۳۹۸. دریافت‌شده در ۱۸ دی ۱۳۹۸.
25. ↑  «سقوط هواپیما در اردبیل».
26. ↑  «خبرگزاری فارس - بوئینگ ۷۰۷ باری ارتش در فرودگاه فتح دچار سانحه شد/ فقط مهندس پرواز زنده ماند + عکس». خبرگزاری فارس. ۲۰۱۹-۰۱-۱۴. دریافت‌شده در ۲۰۱۹-۰۱-۱۴.
27. ↑  «7 نکته دربارهٔ سانحه 707 از قرقیزی بودن دروغین تا سه فرودگاه غلط‌انداز در کنار هم - اخبار سیاسی - اخبار عصرایران - Asriran». خبرگزاری عصر ایران - Asriran. دریافت‌شده در ۲۰۱۹-۰۱-۱۴.
28. ↑  «سقوط هواپیمای باری ارتش ایران؛ 'هفت جسد پیدا شده'» (به انگلیسی). BBC News فارسی. ۲۰۱۹-۰۱-۱۴. دریافت‌شده در ۲۰۱۹-۰۱-۱۴.
29. ↑  «خبرگزاری فارس - اسامی جانباختگان توسط ارتش اعلام می‌شود/شهرک پشت فرودگاه فتح فاقد سکنه بوده است». خبرگزاری فارس. ۲۰۱۹-۰۱-۱۴. دریافت‌شده در ۲۰۱۹-۰۱-۱۴.
30. ↑  fa.euronews.com https://fa.euronews.com/2019/01/14/plane-with-nine-people-onboard-crashes-at-iran-karaj. دریافت‌شده در ۲۰۱۹-۰۱-۱۴. پارامتر |عنوان= یا |title= ناموجود یا خالی (کمک)
31. ↑  «هواپیمای آسمان با کوه دنا برخورد کرده است». ایران آنلاین. ۲۹ بهمن ۱۳۹۶. بایگانی‌شده از اصلی در ۱۸ فوریه ۲۰۱۸. دریافت‌شده در ۱۸ فوریه ۲۰۱۸.
32. ↑  "Iranian plane with 66 passengers on board crashes" (به انگلیسی). ایران دیلی. ۲۹ بهمن ۱۳۹۶. {{cite web}}: Check date values in: |تاریخ= (help)
33. ↑  «مرگ قطعی سرنشینان پرواز تهران-یاسوج». ایران آنلاین. ۲۹ بهمن ۱۳۹۶. بایگانی‌شده از اصلی در ۱۸ فوریه ۲۰۱۸. دریافت‌شده در ۱۸ فوریه ۲۰۱۸.
34. ↑  «سقوط هواپیما در ۱۴ مایلی یاسوج/ برخورد هواپیما با کوه دنا/ همه مسافران جان باختند+اسامی مسافران». خبرگزاری فارس. ۲۹ بهمن ۱۳۹۶.
35. ↑  زهره صفاری (۳۰ بهمن ۱۳۹۶). «یکشنبه سیاه». روزنامه ایران.
36. ↑  "All 66 on board killed as plane crashes in southwest Iran" (به انگلیسی). ایران دیلی. ۳۰ بهمن ۱۳۹۶. {{cite journal}}: Cite journal requires |journal= (help); Check date values in: |تاریخ= (help)
37. ↑  «نسخه آرشیو شده». بایگانی‌شده از اصلی در ۱۲ ژوئن ۲۰۱۸. دریافت‌شده در ۲۱ ژوئن ۲۰۱۸.
38. ↑  http://www.yjc.ir/fa/news/5584748/سقوط-هواپیمای-جنگنده-f7-در-حوالی-شهرستان-نائین-فیلم-و-تصاویر
39. ↑  http://khabaronline.ir/detail/504396/society/events
40. ↑  «گزارشی از سقوط F4 ایران / جنگنده‌ای که می‌خواست در جاده فرود بیاید». خبرگزاری انتخاب. بایگانی‌شده از اصلی در ۱۴ ژانویه ۲۰۱۶. دریافت‌شده در ۱۳ ژانویه ۲۰۱۶.
41. ↑  «سقوط بالگرد فلات قاره در دریا/ صندلی‌های بالگرد در ۱۵ مایلی سکوی ابوذر پیدا شد». خبرگزاری فارس.
42. ↑  http://www.yjc.ir/fa/news/5144396/سقوط-بالگرد-در-ارتفاعات-دربند
43. ↑  «نسخه آرشیو شده». بایگانی‌شده از اصلی در ۲ مه ۲۰۱۶. دریافت‌شده در ۲۵ اکتبر ۲۰۱۹.
44. ↑  باشگاه خبرنگاران جوان (19/مهر/1393). «سقوط هواپیمای نظامی در زاهدان». تاریخ وارد شده در |تاریخ= را بررسی کنید (کمک)
45. ↑  «لاشه هواپیمای توربو کوماندور نیروی انتظامی در زاهدان پیدا شد». الف.
46. ↑  «یک اتفاق تلخ درحاشیه سقوط هواپیما/دختر دانشجو در تصادف تاکسی دچار مرگ مغزی شد». صفحه نخست - خبرآنلاین. ۲۰۱۴-۰۷-۲۷. دریافت‌شده در ۲۰۱۴-۰۸-۱۷.
47. ↑  «تصادف شدیدپراید و پژو هنگام سقوط هواپیما». shafaonline.ir. دریافت‌شده در ۲۰۱۴-۰۸-۱۷.
48. ↑  «سقوط جنگنده اف ۴ در شیراز / دو سرنشین هواپیما جان باختند». خبرآنلاین. ۲۴ تیر ۱۳۹۳. دریافت‌شده در ۱۹ مرداد ۱۳۹۳.
49. ↑  . همشهری. ۶ خرداد ۱۳۹۳ http://www.hamshahrionline.ir/details/260753. دریافت‌شده در ۱۹ مرداد ۱۳۹۳. پارامتر |عنوان= یا |title= ناموجود یا خالی (کمک)
50. ↑  جزئیات تازه حادثه سقوط هواپیما در خلیج فارس/ اسامی جانباختگان اعلام شد
51. ↑  «سقوط دومین هواپیمای اف پنج پایگاه چهارم شکار در دو هفته گذشته». اندیمشک نیوز. ۸ اردیبهشت ۱۳۹۲. بایگانی‌شده از اصلی در ۱۲ اوت ۲۰۱۴. دریافت‌شده در ۱۹ مرداد ۱۳۹۳.
52. ↑  «یک فروند هواپیمای اف-5 در آبدانان ایلام سقوط کرد». خبرگزاری مهر. ا اردیبهشت ۱۳۹۲. دریافت‌شده در ۱۹ مرداد ۱۳۹۳. تاریخ وارد شده در |تاریخ= را بررسی کنید (کمک)
53. ↑  «سقوط یک فروند هواپیمای جنگی در بوشهر». خبرگزاری مهر. ۶ بهمن ۱۳۹۰. بایگانی‌شده از اصلی در ۲۸ ژانویه ۲۰۱۲. دریافت‌شده در ۶ بهمن ۱۳۹۰.
54. ↑  «بروز سانحه در هواپیمای حامل محسن رضایی». تابناک. ۱۳ شهریور ۱۳۹۰. دریافت‌شده در ۱۳ شهریور ۱۳۹۰.
55. ↑  «سقوط یک هواپیما در داخل شهر تبریز». خبر فارسی. ۱۹ شهریور ۱۳۹۰. دریافت‌شده در ۱۹ شهریور ۱۳۹۰.
56. ↑  «علت سقوط جنگنده فانتوم در بوشهر». وبگاه الف. ۲۶ تیر ۱۳۸۹. بایگانی‌شده از اصلی در ۲۱ اوت ۲۰۱۱. دریافت‌شده در ۲۶ تیر ۱۳۸۹.
57. ↑  بی‌بی‌سی
58. ↑  «تصاویر: سقوط یک فروند هواپیما در قرچک ورامین». تابناک. ۱ مهر ۱۳۸۸. بایگانی‌شده از اصلی در ۲۶ سپتامبر ۲۰۰۹. دریافت‌شده در ۱ مهر ۱۳۸۸.
59. ↑  «سقوط هلی کوپتر نظامی در نزدیکی تهران». بی‌بی‌سی فارسی. دریافت‌شده در ۲۵ مرداد ۱۳۸۸.
60. ↑  «حادثه در پرواز تهران-اصفهان هواپیمایی آسمان»، تابناک، بایگانی‌شده از اصلی در ۱۸ اوت ۲۰۱۱، دریافت‌شده در ۱۱ اوت ۲۰۰۹
61. ↑  «سقوط یک فروند هلی‌کوپتر نیروی انتظامی». تابناک. بایگانی‌شده از اصلی در ۱۳ اوت ۲۰۰۹. دریافت‌شده در ۲۵ مرداد ۱۳۸۸.
62. ↑  «سانحه مرگبار هواپیمای مسافربری در مشهد»، بی‌بی‌سی فارسی بازیابی‌شده در ۲۴ ژوئیهٔ ۲۰۰۹.
63. ↑  «علت سانحه مرگبار هواپیمای مسافربری در مشهد»، خبرگزاری فارس
64. ↑  «سقوط هواپیمای پرواز تهران-ایروان با ۱۶۸ سرنشین». تابناک. ۲۴ تیر ۱۳۸۸. بایگانی‌شده از اصلی در ۳۱ ژانویه ۲۰۱۴. دریافت‌شده در ۲۴ تیر ۱۳۸۸.
65. ↑  «پیکر شهید خلبان قادر اسدی در تبریز تشییع شد». ایرنا. ۲۰۰۹-۰۸-۲۵. دریافت‌شده در ۲۰۲۳-۰۶-۰۵.
66. ↑  «Magiran | روزنامه کیهان (1388/04/06): تشییع پیکر خلبان شهید در تبریز». www.magiran.com. دریافت‌شده در ۲۰۲۳-۰۸-۰۵.
67. ↑  «سقوط هواپیمای مسافربری اصفهان». تابناک. ۲۷ بهمن ۱۳۸۷. بایگانی‌شده از اصلی در ۱۸ فوریه ۲۰۰۹. دریافت‌شده در ۲۷ بهمن ۱۳۸۷.
68. ↑  تابناک، بایگانی‌شده از اصلی در ۲۷ ژوئیه ۲۰۰۹، دریافت‌شده در ۲۹ ژوئیه ۲۰۰۹
69. ↑  سقوط هواپیمای شکاری ارتش ایران، بی‌بی‌سی فارسی
70. ↑  کنده نشدن چرخ هواپیما هنگام برخاستن از مهرآباد بایگانی‌شده  در ۱۶ فوریه ۲۰۰۸ توسط Wayback Machine (تابناک)
71. ↑  جنگنده نظامی ایران در دریای عمان سقوط کرد (بی‌بی‌سی فارسی)
72. ↑  سقوط هواپیمای فرماندهان ارشد سپاه پاسداران در ایران (بی‌بی‌سی فارسی)
73. ↑  سقوط هواپیمای حامل خبرنگاران در تهران (بی‌بی‌سی فارسی)
74. ↑  Aviasion Safety Network (انگلیسی)
75. ↑  «مستند روز کم‌آب ارس».
76. ↑  سرهنگ هیبت‌الله اسدی (۱۳۸۷)، کتاب ارتش در فاو (عملیات والفجر8)، انتشارات ایران سبز، ص. ۲۶۱
77. ↑  «یادواره شهید محلاتی برگزار می‌شود». ایسنا.
78. ↑   http://otaghkhabar24.com/news/50290. دریافت‌شده در ۲۲ مه ۲۰۲۰. پارامتر |عنوان= یا |title= ناموجود یا خالی (کمک)